# Luis Cañate
Luis Alberto Cañate Loban, noto semplicemente come Luis Cañate (Panama, 9 agosto 1996), è un calciatore panamense, centrocampista dell'Árabe Unido.

## Caratteristiche tecniche
È un esterno sinistro.

## Carriera

### Nazionale
Il 28 gennaio 2019 ha esordito con la Nazionale panamense disputando l'amichevole persa 3-0 contro gli Stati Uniti.

## Statistiche
Statistiche aggiornate al 28 gennaio 2019.

### Cronologia presenze e reti in Nazionale
| Cronologia completa delle presenze e delle reti in nazionale ― Panama | Cronologia completa delle presenze e delle reti in nazionale ― Panama | Cronologia completa delle presenze e delle reti in nazionale ― Panama | Cronologia completa delle presenze e delle reti in nazionale ― Panama | Cronologia completa delle presenze e delle reti in nazionale ― Panama | Cronologia completa delle presenze e delle reti in nazionale ― Panama | Cronologia completa delle presenze e delle reti in nazionale ― Panama | Cronologia completa delle presenze e delle reti in nazionale ― Panama |
| Data                                                                  | Città                                                                 | In casa                                                               | Risultato                                                             | Ospiti                                                                | Competizione                                                          | Reti                                                                  | Note                                                                  |
| --------------------------------------------------------------------- | --------------------------------------------------------------------- | --------------------------------------------------------------------- | --------------------------------------------------------------------- | --------------------------------------------------------------------- | --------------------------------------------------------------------- | --------------------------------------------------------------------- | --------------------------------------------------------------------- |
| 28-1-2019                                                             | Glendale                                                              | Stati Uniti                                                           | 3 – 0                                                                 | Panama                                                                | Amichevole                                                            | -                                                                     | 65’                                                                   |
| Totale                                                                |                                                                       | Presenze                                                              | 1                                                                     |                                                                       | Reti                                                                  | 0                                                                     |                                                                       |